# Andalusia (Illinois)
Pour les articles homonymes, voir Andalusia.
Le village  américain d’Andalusia est située dans le comté de Rock Island, dans l’État de l’Illinois. Lors du recensement de 2010, sa population s’élevait à 1 178 habitants.

## Source
- (en) Cet article est partiellement ou en totalité issu de l’article de Wikipédia en anglais intitulé « Andalusia, Illinois » (voir la liste des auteurs).